# Austral-Insel
Die Austral-Insel (oder auch Austral Island) ist eine kleine Insel im Archipel der Windmill-Inseln vor der Budd-Küste des ostantarktischen Wilkeslands. Sie liegt im südlichsten Winkel der Penney Bay.
Die Insel ist auf Luftaufnahmen der US-amerikanischen Operation Highjump (1946–1947) zu sehen, ist jedoch nicht auf Kartenmaterial verzeichnet, das anhand dieser Luftaufnahmen entstand. Das Advisory Committee on Antarctic Names benannte sie so, da sie die südlichste der Windmill-Inseln ist.